# Cargol poma de Florida
El cargol poma de Florida (Pomacea paludosa) és una espècie de mol·lusc gastròpode d'aigua dolça de la família Ampullaridae, originària de Florida. El gènere conté els caragols d'aigua dolça més grans de la terra. A la Unió Europea el cargol està catalogat com espècie invasora, el seu transport, comerç i tinença hi estan prohibits.

## Descripció

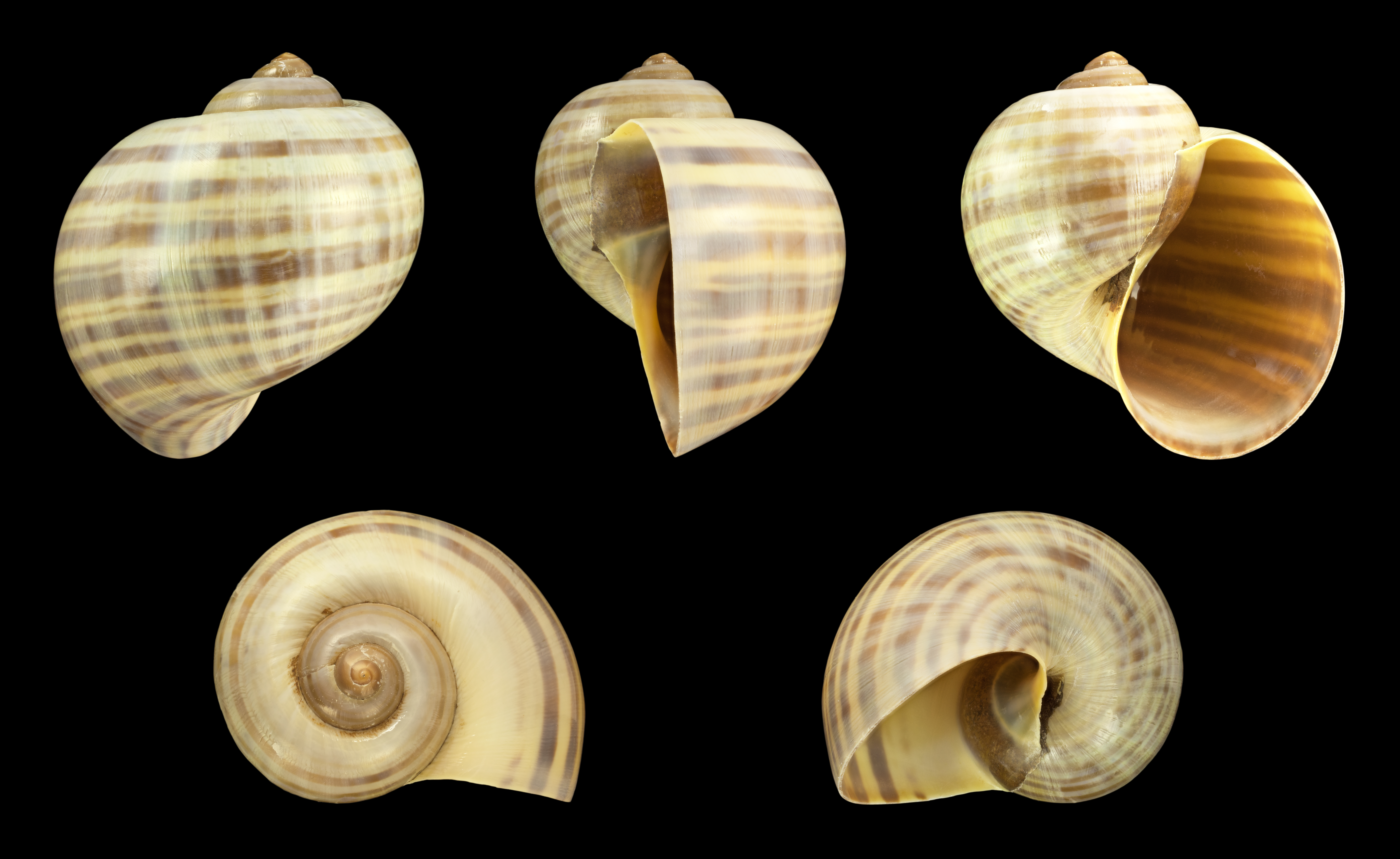

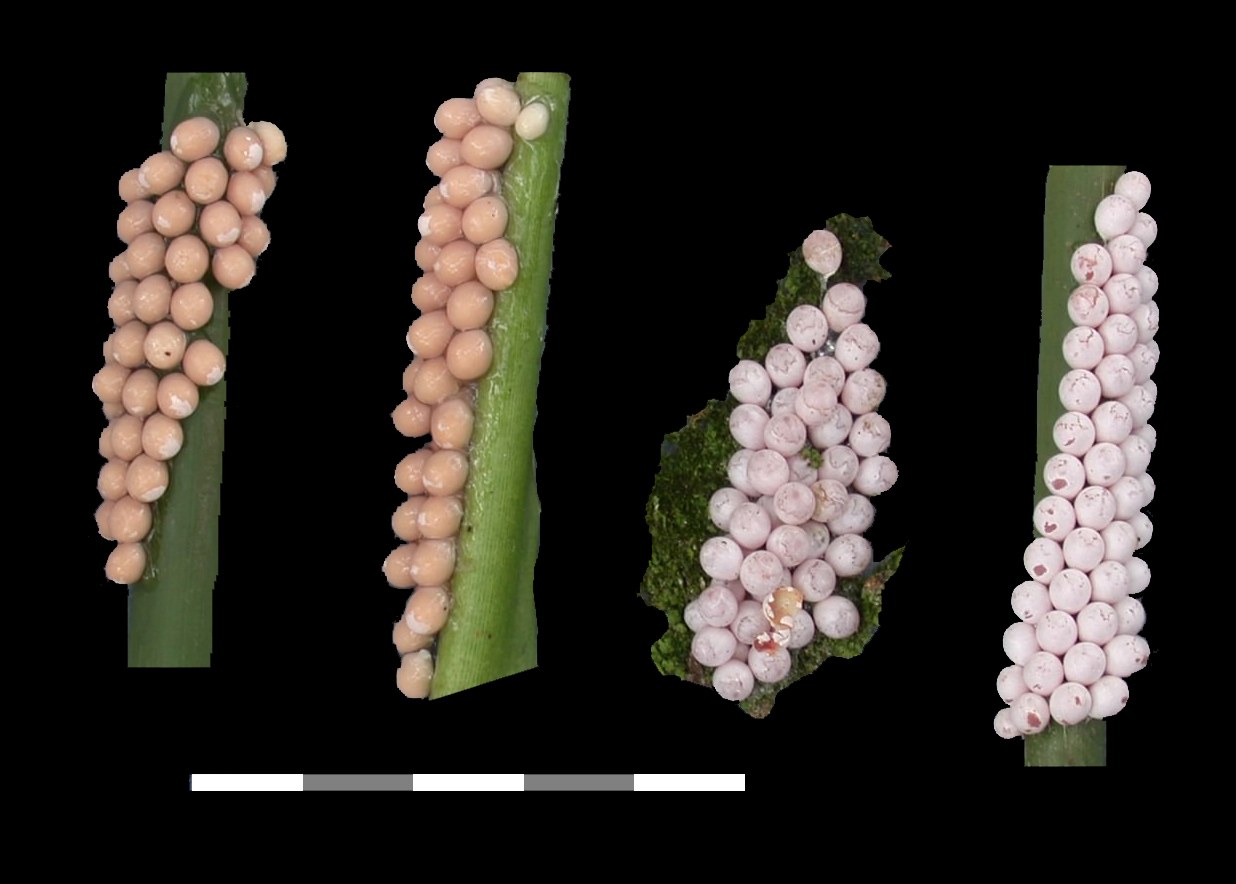
Ous frescs dins d'una matriu mucosa són de color salmó, quan es maduren, la closca es calcifica i pren un color rosat blanquinós

La conquilla petita és de color groc o verdós amb tons rogencs i bandes espirals properes i desiguals, L'espira és molt baixa i indistinta, l'obertura és oblonga i llarga. El cargol és d'un ample de 60 mm i una alçada de 60 mm. El cos tou és de color gris pàl·lid al peu, fosc per damunt. La color salmó dels ous frescs evoluciona vers un rosat blanquinós en madurar-se.
Són herbívors i amfibis. Al dia viuen submergits a la vegetació prop de la riba. Surten a la nit a la terra ferma per a menjar les plantes riberenques. Quan se'ls pertorba, es deixen caure i s'amaguen a la fang. Aquariòfils en tenen, tot i que més rarament d'altres espècies de cargols poma. Aquesta pràctica està prohibida a Europa. Se n'han trobat exemplars fòssils del Plistocè a la formació de Bermont a Florida. Pot sobreviure a la fang durant la sequera.

## Distribució
És originari de Florida i Cuba.